# Minna Jørgensen
Pour les articles homonymes, voir Jørgensen.
Minna Jørgensen (22 décembre 1904 – 25 février 1975) est une actrice danoise. Elle a joué dans 28 films entre 1939 et 1964. 

## Filmographie sélectionnée
- La Lettre
- Den opvakte jomfru
- Som sendt fra himlen
- Vi arme syndere
- Krudt og klunker
- Far til fire på Bornholm
- Duellen
- Bussen
- Selvmordsskolen